# Walther PP
Pour les articles homonymes, voir PP et PPK (homonymie).
Le Walther PP (Polizei Pistole) est un pistolet semi-automatique à platine double action à chargement par recul. Il est mis en production en 1929 par la fabrique d'armes allemande Carl Walther GmbH. La majorité de ces armes étaient chambrées au 7,65mm Browning. Elles ont aussi été adaptées spécifiquement au 9mm court et 6,35mm.
Ce pistolet connut un succès rapide auprès des polices européennes.
Il fut décliné dès 1931 en une version compacte nommée « Walther PPK » (Polizei Pistole Kriminalmodell), dotée d’une carcasse en acier, certains exemplaires commerciaux étant en duralumin.
Pendant la Seconde Guerre mondiale ces deux modèles furent utilisés par la police allemande, l’armée allemande, la Luftwaffe, ainsi que par certains officiels du parti nazi. L'arme était normalement portée dans un étui en cuir, mais le PPK au petit gabarit (155 mm x 100 mm, pour un poids de 590 g à vide) pouvait être transporté discrètement dans la poche d'une veste ou du pantalon. Adolf Hitler se serait suicidé avec son PPK. Après 1945, les PP et PPK restèrent dans les étuis des policiers allemands jusqu'à l'apparition des Walther P5, Sig-Sauer P6 et du HK P7.
Outre son encombrement réduit, le Walther PP fut le premier pistolet double action à rencontrer un réel succès. Son mécanisme actionné directement par le recul ne peut employer que des munitions de faible puissance. Le PP et le PPK sont traditionnellement chambrés en 7,65 Browning (32 ACP) et 9 mm court (380 ACP). Il existe des versions tirant le .22 Long Rifle et, plus rarement, le calibre 6,35 mm (.25 ACP).
Par ailleurs, les Walther PP et PPK comportent une sûreté pour le transport chargé : un chien apparent qui est désarmé lorsqu'on bloque le levier de sûreté. En outre, il est possible de déterminer au toucher si une cartouche est déjà présente dans la chambre, par un témoin faisant saillie à l’arrière de la culasse. Un tel mécanisme est utile pour une arme « de poche » dont la vocation première est la défense.
La production s’est poursuivie après la guerre avec l’attribution de licences à l’étranger (en France avec Manurhin, entre 1955 et 1989). Les Walther-Manurhin PP/PPK équipèrent la Police nationale et les douanes françaises dans les années 1960 et 1970 avant l'arrivée des MR-73.
La firme Interarms — importateur nord-américain de Walther basé à Alexandria (Virginie) — créa dans les années 1970 le « PPK/Spécial » (PPK/S) associant la carcasse du PP calibre 9 mm court et l'ensemble canon/culasse du PPK. Cette arme construite en acier inox spécifiquement pour le marché américain améliore la prise en main du PPK tout en ménageant sa compacité.
Enfin, dans les années 1990, Walther a produit une version en acier carbone pour les marchés européens : le PPK/E.

## Les Pistolets 1001-00 ou les PP et PPK est-allemands

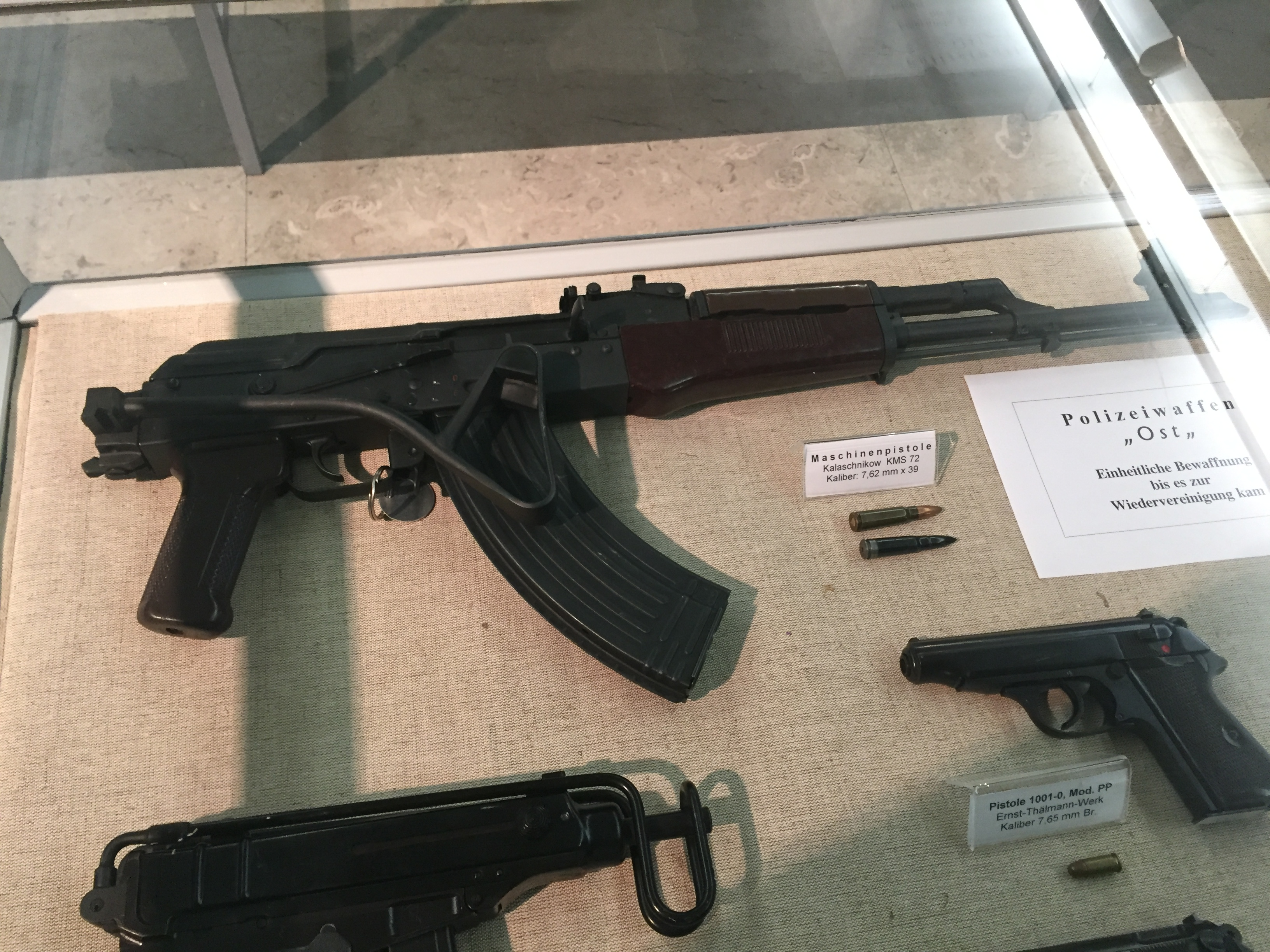
Les armes de la Vopo conservés au Musée de la Police de Berlin : fusil d'assaut Kalachnikov KmS-72, Pistolet 1001 et PM Skorpion.

Au début des années 1950, la Vopo adopta des copies du PP et PPK sous le nom générique de Pistolets 1001-00 avant de les remplacer par des Pistolets M.

## Caractéristiques des PPK & PPK/S
Walther PPK

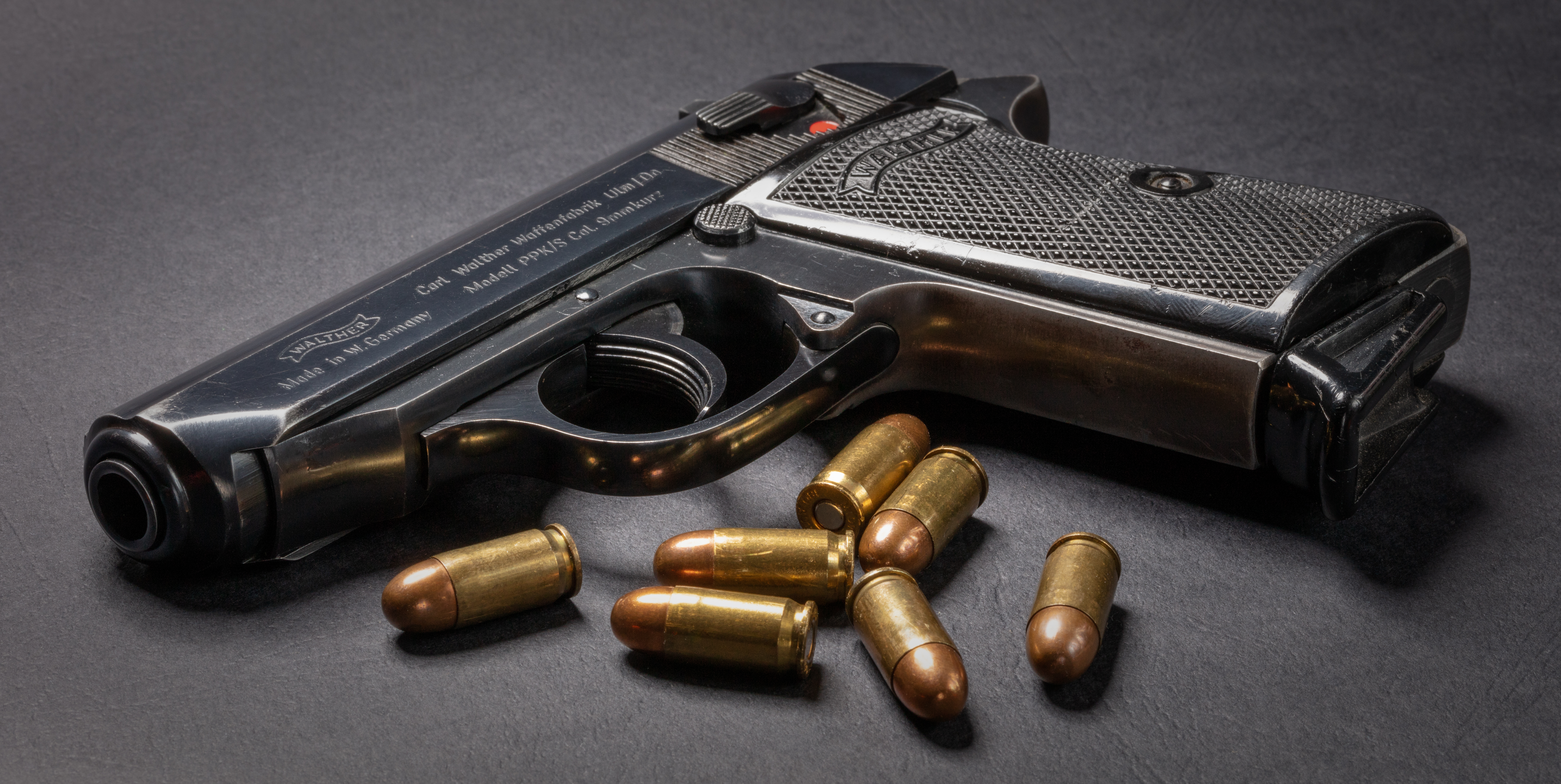
Classic Walther PPK, .380 cal.

- Longueur : 15,5 cm environ (Length 6.1 in)
- Longueur de canon 84 mm   Dimensions 155/97/25 mm
- Poids non chargé : 0,568 kg
- Poids chargé : 0,790 kg (varient en fonction du calibre)
- Capacité : 10 coups 22LR, 7+1 (6,35 mm et 7,65 Browning) et 6 coups (6+1) en (9 mm court 380 acp auto)

Walther PPK/S
- Longueur : 15,5 cm environ (Length 6.1 in)
- Longueur de canon 84 mm  Dimensions 155/104/25 mm
- Poids non chargé : 0,568 kg
- Poids chargé : 0,790 kg (varie en fonction du calibre)
- Capacité : 10 coups 22 LR et 7+1 en (9 mm court) 380 acp (380 auto)

## Utilisateurs après laSeconde Guerre mondiale
Le livre de Michel Malherbe (cité dans la bibliographie) dresse la liste des principaux pays ayant adopté les PP et PPK, en plus de la France et de la République fédérale d'Allemagne.
Le Walther PP/PPK est notamment utilisé par l'armée française en Indochine, aux côtés de nombreux modèles d'armes de poing utilisant au moins quatre munitions différentes.
La police française en utilise également, l'arme étant appréciée par sa compacité et son excellente qualité de fabrication, en particulier par les policiers travaillant en civil.
Dans les années 1980, les gendarmes de la Garde républicaine chargés de la sécurité du palais de l'Élysée (CSPR) ont utilisé comme arme de service le Walther Manurhin PP, en version .380 ACP (9mm Court) probablement en raison de sa platine à double action et de sa compacité, qualités que ne possédait pas le MAC 50 (platine à simple action), arme portée par la très grande majorité des gendarmes, hors unités spécialisées.
Leurs homologues britanniques (Protection Command) étaient également armés du Walther PP et du Walther PPK avant de recevoir les revolvers S&W modèle 10 et 36 (suite à la tentative de kidnapping de la princesse Anne en 1974)

## Dans la culture populaire
Cette arme, dans sa version PPK, a été emblématisée par le personnage de James Bond, apparaissant dans la série de films entre James Bond 007 contre Dr. No (1962) jusqu'à Demain ne meurt jamais (1997), le personnage utilisant par la suite le pistolet Walther P99. Cependant, il faut noter le retour au Walther PPK entre Quantum of Solace (2008) et Mourir peut attendre (2021). Dans la série télévisée allemande Inspecteur Derrick, l'inspecteur Harry Klein – l'adjoint de Derrick –, est doté d'un PPK avant de le remplacer dans les dernières saisons par un revolver Smith & Wesson Chiefs Special (calibre .38).
L'arme est également présente dans de nombreux films sur la Seconde Guerre mondiale, mais aussi dans La Femme flic, L'Année du dragon, Predator, Une journée en enfer, La Mort dans la peau, Les Infiltrés, Inception,  Nobody...
Il apparait également en littérature, en particulier dans les polars, comme Nada (1972) de Jean-Patrick Manchette.

## Quelques variantes étrangères
En dehors des Walther PP Super, Walther TPH et Makarov PM, plusieurs firmes européennes ont fabriqué ou produisent encore des variantes de ces petits pistolets. Ainsi des firmes turque (MKE Kirrikale), argentine (Bersa) et hongroise (FÉG 48M,FÉG PA-63 et leurs successeurs) en produisirent ou construisent encore des dérivés du PP plus ou moins dérivés de l'original. Parmi d'autres variation trouvent les :
- Astra Constable
- CZ 50/CZ 70
- FB P-64
- Pistolet Type 52/Type 64
- Rigarmi
- Steyr SP